# 洛拉盖地区贝莱斯塔
洛拉盖地区贝莱斯塔（法語：Bélesta-en-Lauragais，法語發音：[belɛsta ɑ̃ loʁaɡɛ]）是法国上加龙省的一个市镇，属于图卢兹区。

## 地理
洛拉盖地区贝莱斯塔（43°26'28"N, 1°49'21"E）面积5.59 平方千米，位于法国奧克西塔尼大區上加龙省，该省份为法国西南部内陆省份，西南端与西班牙接壤，自此顺时针与上比利牛斯省、热尔省、塔恩-加龙省、塔恩省、奥德省和阿列日省接壤。
与洛拉盖地区贝莱斯塔接壤的市镇（或旧市镇、城区）包括：莱卡塞、瑞兹、上穆尔维尔、圣费利克斯洛拉盖、沃村。
洛拉盖地区贝莱斯塔的时区为UTC+01:00、UTC+02:00（夏令时）。

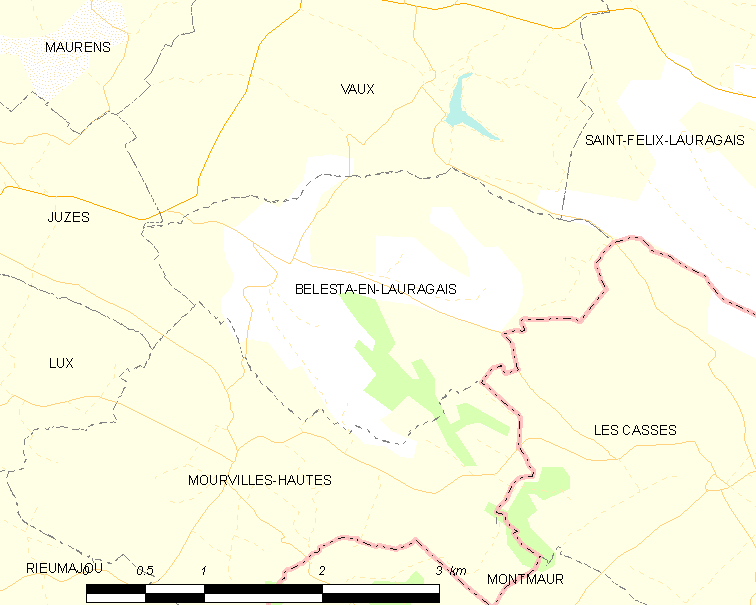
洛拉盖地区贝莱斯塔的OSM定位图

## 行政
洛拉盖地区贝莱斯塔的邮政编码为31540，INSEE市镇编码为31060。

## 政治
洛拉盖地区贝莱斯塔所属的省级选区为勒韦勒县。

## 人口

1962-2008年间洛拉盖地区贝莱斯塔人口变化图示

洛拉盖地区贝莱斯塔于2022年1月1日时的人口数量为112人。